# West Newton and Allonby
West Newton and Allonby var en civil parish 1866–1894 när den delades mellan nybildade civil parishes Allonby och Westnewton, i grevskapet Cumbria i England. Civil parish var belägen 15 km från Wigton och hade 853 invånare år 1891. Det inkluderade Allonby, Westnewton och Yearngill.